# Schistura devdevi
Schistura devdevi es una especie de peces de la familia Balitoridae en el orden de los Cypriniformes.

## Morfología
• Los machos pueden llegar alcanzar los  cm de longitud total.

## Distribución geográfica
Se encuentra en la India (al este del Himalaya ).

## Hábitat
Es un pez de agua dulce.